# Der Mann nebenan
Der Mann nebenan ist ein deutscher Spielfilm aus dem Jahre 1991 von Petra Haffter mit Anthony Perkins in der Titelrolle, die phasenweise angelehnt war an dessen bekanntesten Leinwandcharakter, den psychopathischen Muttermörder Norman Bates aus Alfred Hitchcocks Psycho. Es war Perkins’ vorletzter Kinofilm; die Geschichte basiert auf dem Roman “A Demon in My View” (1976) von Ruth Rendell.

## Handlung
Arthur Johnson, um die 50 Jahre alt, ist ein Eigenbrötler und Sonderling, der nur wenig Kontakt zur Außenwelt und seinen Mitbürgern pflegt. Der überaus gewissenhafte Buchhalter lebt zurückgezogen in einem Londoner Mietshaus der Trinity Road Nr. 142. Johnson umgibt ein schreckliches Geheimnis: Der unter furchtbaren Kindheitserinnerungen leidende Einsiedler ist ein Psychopath und Massenmörder, derzeit jedoch quasi im Vorruhestand. Denn das Serien-Morden hat Arthur aufgegeben; seine Triebe, seine Lust am Töten reagiert der Mann nebenan daheim im Keller an einer Schaufensterpuppe ab. Bislang konnte Johnson seinem finsterem „Hobby“ ungestört nachgehen, und verhindern, dass man ihm, dem lange gesuchten „Kenbourne Killer“, wie die Presse den Serienmörder bezeichnet hat, auf die Spur kommt. Doch nun ist nebenan ein deutscher Psychologiestudent namens Anton (den alle hier Anthony nennen) eingezogen, der mit Johnson denselben Nachnamen teilt.
Arthur wird immer nervöser, denn Anton Johnson ist vom Fach, er kann psychische Abnormalitäten bei seinen Mitmenschen qua Studium schneller und besser erkennen als die meisten anderen. Für den im Obergeschoss lebenden Arthur ist es nur noch eine Frage der Zeit, bis dieser Hamburger Doktorand sein fürchterliches Geheimnis offenlegen wird. Ihm wird spätestens in dem Moment klar, dass er aktiv werden muss, um seine Entlarvung zu verhindern, als aufgrund der Namensähnlichkeit Anton Johnsons Post Arthur Johnson zugestellt wird. Bald ist der deutsche Student in höchster Gefahr, denn er hat Arthurs malträtierte Plastikpuppe im verwinkelten Keller entdeckt und sie ans Tageslicht gebracht, um sie für ein anstehendes Straßenfest zu nutzen. Zeit für Arthur Johnson, seinem mühsam unterdrückten Treiben erneut nachzugehen und nach sehr realen Opfern aus Fleisch und Blut Ausschau zu halten …

## Produktionsnotizen
Der Mann nebenan wurde im Rahmen des Kölner Filmfests am 23. September 1991 uraufgeführt.
Die Filmbauten gestaltete Josef Sanktjohanser.

## Kritiken
Die Bewertungen des Films fielen recht unterschiedlich aus. Nachfolgend vier Einschätzungen:
In einer Analyse auf kino-zeit.de heißt es: “Das Psychogramm eines von schrecklichen Kindheitserinnerungen geplagten Menschen, das Haffter nach Rendells Vorlage entwirft, ist nicht frei von Klischees und wird mit einigen audiovisuellen Übertreibungen umgesetzt. Die grelle Inszenierung der Morde hat einen deutlichen pulp-Charakter. Dank Anthony Perkins gleitet der Film jedoch nie gänzlich in exploitation-Gefilde ab.”
In der Fachzeitschrift Cinema war zu lesen: „Petra Haffter legt den Schwerpunkt weniger auf die kriminalistische Spurensuche, als auf die sorgfältige Schilderung der Charaktere.“ Fazit: „Spannung bis zum Anschlag: ein deutscher Psychokrimi der Extraklasse“.
Das große Personenlexikon des Films empfand in Anthony Perkins’ Biografie den Film jedoch eher als einen „etwas bieder ausgefallenen deutschen Thriller“.
Im Lexikon des Internationalen Films heißt es: „Handwerklich sorgfältig konstruierter Psychothriller, der thematisch aber "hausbacken" wirkt und die innere Zerrissenheit des Mörders nur im Rahmen gängiger Genremuster zu illustrieren vermag.“